# Leo Frobenius

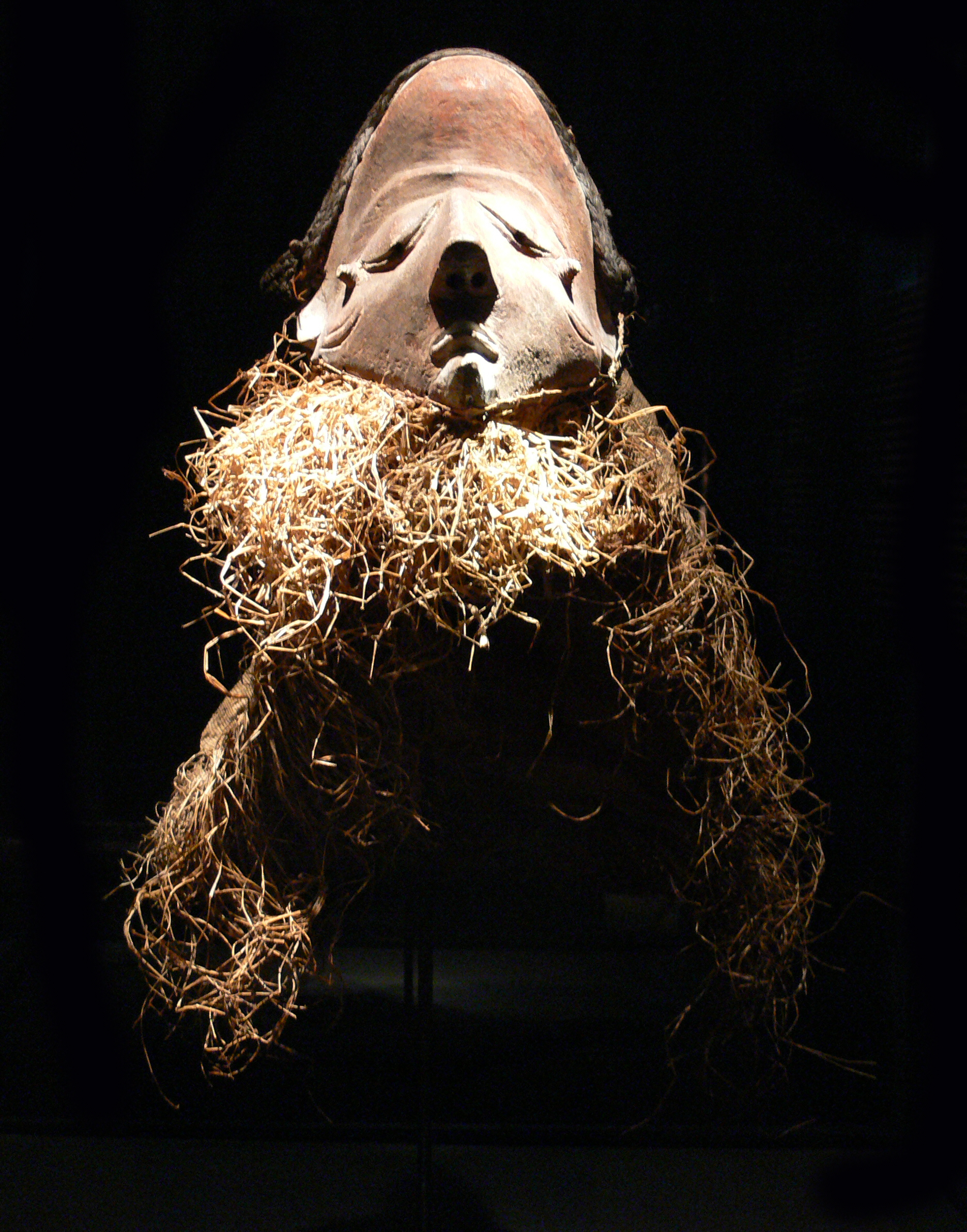
Pende-mask ur Frobenius samling.

Leo Viktor Frobenius, född 29 juni 1873 i Berlin, död 9 augusti 1938 i Biganzolo, Piemonte, var en etnolog, antropolog och Afrikaforskare. Frobenius företog ett flertal forskningsresor i Afrika och angränsande asiatiska områden.
Det betydande vetenskapliga materialet sammanfördes till ett Afrikaarkiv, ur vilket forskningsinstitutet för kulturmorfologi i Frankfurt am Main framgått. Frobenius har lagt grunden till den s.k. kulturhistoriska skolan inom antropologin och utgett en rad arbeten.